# Ethan Pinnock
Ethan Rupert Pinnock (* 29. května 1993 Londýn) je jamajský profesionální fotbalista anglického původu, který hraje na pozici středního obránce za anglický klub Brentford FC a za jamajský národní tým.

## Klubová kariéra

### Dulwich Hamlet
Pinnock začal hrát fotbal v akademii Millwallu, kde se však neprosadil, a tak v roce 2008 klub opustil. Následně se připojil k akademii klubu Isthmian League Dulwich Hamlet. V sezóně 2010/11 se stal členem prvního týmu a začal pravidelně hrát v osmé nejvyšší anglické soutěži. V létě 2013 s klubem postoupil do Isthmian League Premier Division (7. nejvyšší soutěž). V roce 2014 převzal kapitánskou pásku a stal se oporou týmu. Pinnock odehrál v dresu Dulwiche 204 zápasů, v nichž vstřelil 13 gólů.

### Forest Green Rovers
Poté, co v květnu 2016 Dulwich Hamlet prohrál ve finále postupového play-off s East Thurrock United, se Pinnock rozhodl klub opustit a přestoupil do Forest Green Rovers, se kterým si zahrál National League (5. nejvyšší soutěž). Pinnock podepsal dvouletou smlouvu. V sezóně 2016/17 nastoupil do 45 soutěžních zápasů, vstřelil tři góly a pomohl klubu poprvé ve své historii postoupil do EFL League Two.

### Barnsley
V létě 2017 přestoupil Pinnock do druholigového Barnsley za částku okolo 1 milionu liber. V podzimní části sezóny 2017/18 nastoupil Pinnock jen do jediného ligového utkání, díky zraněním jeho spoluhráčů se ale na přelomu kalendářního roku dokázal prosadit do základní sestavy. Během jara však o místo v sestavě přišel, a tak v celé sezóně odehrál jen 15 zápasů a nedokázal zabránit sestupu klubu do League One.
Ve třetí nejvyšší soutěži se Pinnock naplno prosadil do sestavy, v sezóně vynechal jen dva soutěžní zápasy a pomohl týmu k automatickému postupu zpátky do Championship. Získal klubové ocenění pro nejlepšího hráče roku a byl zařazen do nejlepší jedenáctky EFL League One.

### Brentford
Dne 2. července 2019 podepsal Pinnock tříletou smlouvu s Brentfordem, který jej koupil za 3 miliony liber. O měsíc později debutoval v základní sestavě Bees, a to při prohře 0:1 s Birminghamem. Pod trenérem Thomasem Frankem se Pinnock v listopadu 2019 dokázal dostat mezi členy stabilní základní sestavy a vytvořil stoperskou dvojici s Pontusem Janssonem. Pinnock se stal klíčovým hráčem mužstva, které v druhé anglické nejvyšší soutěži skončilo na třetí příčce. Ve finále následného postupového play-off jen těsně nestačili na Fulham, se kterým prohráli 1:2 po prodloužení.
Pinnock si udržel místo v sestavě i v následujícím ročníku a 10. listopadu 2020 podepsal novou pětiletou smlouvu. S klubem se opět probojoval až do postupového play-off, ve kterém tentokrát uspěli a poprvé v historii klubu postoupili do Premier League. Za své výkony v lize byl Pinnock odměněn zařazením do nejlepší jedenáctky sezóny Championship.
Dne 13. srpna 2021 debutoval Pinnock v anglické nejvyšší soutěži v zápase proti Arsenalu a asistencí na úvodní branku Sergiho Canóse přispěl k překvapivé výhře 2:0. Pinnock si nadále držel své místo v základní sestavě a 25. září vstřelil svou první branku v Premier League při remíze 3:3 s Liverpoolem. 16. dubna 2022 utrpěl v zápase proti Watfordu zranění podkolenní šlachy, kvůli kterému vynechal zbytek sezóny.
Kvůli zranění kolena, které utrpěl v červenci 2022, vynechal Pinnock celou letní předsezónní přípravu a první dva měsíce ligové sezóny. Po návratu se ihned dostal zpátky do základní sestavy a ve zbytku sezóny opět patřil k nejlepším hráčům klubu. Brentford bojoval až do posledního kola o postup do pohárové Evropy, sezonu však zakončil na 9. příčce. V předvečer posledního zápasu sezony 2022/23 podepsal Pinnock novou čtyřletou smlouvu.

## Reprezentační kariéra
V březnu 2021 byl Pinnock jedním ze šesti hráčů narozených v Anglii, kteří byli povoláni do jamajského národního týmu na přátelské utkání proti Spojeným státům. V jamajské reprezentaci debutoval 25. března při prohře 1:4. V červnu 2021 nebyl Pinnock nominován na závěrečný turnaj Zlatý pohár 2021.
Pinnock byl v létě 2023 nominován na Zlatý pohár 2023, na turnaj ale neodcestoval z osobních důvodů.